# Nicolau Coelho
Nicolau Coelho (Felgueiras, 1460? – al largo del Mozambico, 1502) è stato un navigatore ed esploratore portoghese.
Partecipò alla scoperta della rotta per l'India da parte di Vasco da Gama al comando della caravella Berrio, la prima nave a tornare. Figurò poi nella flotta guidata da Pedro Álvares Cabral che sbarcò in Brasile prima di giungere in India. Morì in mare, forse al largo delle coste del Mozambico, mentre tornava dall'India con la Quinta Armata d'India (Albuquerque, 1503) insieme a Francisco de Albuquerque.

## Biografia
Nicolau Coelho nacque presumibilmente a Felgueiras nel Nord del Portogallo, figlio di Pedro Coelho e Luísa de Góis o Inês de Ataíde, a seconda della fonte genealogica. Sposò Brites Rodrigues de Brito qualche tempo prima del 1495 ed ebbe diversi figli: Nicolau, Francisco, Joana, Jorge e Leonor.
Nicolau Coelho era un esploratore attivamente coinvolto nel grande contributo portoghese alla cosiddetta ""Età delle scoperte". Fu infatti uno dei tre capitani (insieme a Paulo da Gama e Gonçalo Nunes) che accompagnarono Vasco da Gama nella scoperta della rotta marittima per l'India l'8 luglio 1497, parte della cosiddetta "Prima Armata d'India (Gama, 1497)". Capitanava la caravella Berrio ed ebbe come navigatore Pêro Escobar. Fu il primo dei capitani di Gama a raggiungere il Mozambico e a stabilire contatti con il sultano di Quiloa e fu parimenti il primo capitano dell'Armada a rientrare a Lisbona, il 10 luglio 1499, cosa che gli valse la concessione da re Manuele I del Portogallo d'una pensione di 50.000 reis all'anno, 30.000 di interessi per le sue terre e i suoi discendenti e un nuovo stemma. Nello stesso anno fu nominato Cavaliere della Casa Reale (Cavaleiro da Casa Real).
Il 9 marzo 1500, accompagnò Pedro Álvares Cabral alla scoperta del Brasile, figurando tra i capitani della sua flotta di 13 navi, la cosiddetta "Seconda Armata d'India (Cabral, 1500)".  Dopo lo sbarco in Brasile, la flotta riprese il viaggio verso est il 3 maggio 1500 dove fu colpita da una grande tempesta vicino al capo di Buona Speranza perdendo quattro navi nel processo e continuò con soste nell'odierno Mozambico, Kenya e Tanzania prima di raggiungere finalmente Kozhikode (Calicut) in India il 13 settembre 1500. La flotta tornò a Lisbona il 23 giugno 1501. Cabral è tornato a casa con solo quattro delle tredici navi originali. 
Coelho lasciò il Portogallo per la terza volta il 14 aprile 1503 come capitano della Faial con l'armata di Alfonso de Albuquerque, la cosiddetta "Quinta Armata d'India (Albuquerque, 1503)". Morì mentre tornava in Portogallo nel gennaio 1504 insieme a Francisco de Albuquerque, cugino di Alfonso, vicino alle secche di São Lázaro, moderne Isole Quirimbas, in Mozambico.

### Fonti
- (EN) Albuquerque A de, Commentarios Dafonso Dalboquerque, capitam geral & gouernador da India, traduzione di Gray Birch W de, Londra, Hakluyt Society, 1875-84  [1557].
- (PT) Albuquerque L de (a cura di), Memória das Armadas que de Portugal passaram à Índia [...], facsimile celebrativo, Lisbona, Academia das Ciências, 1979  [1568].
- (PT) Duarte Barbosa, O Livro de Duarte Barbosa, traduzione di Dames ML, rist., Nuova Delhi, Asian Education Services, 2005  [1518].
- (PT) João de Barros, Décadas da Ásia: Dos feitos, que os Portuguezes fizeram no descubrimento, e conquista, dos mares, e terras do Oriente, 1552-1559.
- (PT) Fernão Lopes de Castanheda, História do descobrimento e conquista da Índia pelos portugueses, 1833  [1551-1560].
- (PT) Damião de Góis, Crónica do Felicissimo Rei D. Manuel, 1566–67.

### Studi
- (PT) Danvers FC, The Portuguese in India, being a history of the rise and decline of their eastern empire, Londra, Allen, 1894.
- (EN) Diffie B e Winius GD, Foundations of the Portuguese Empire, 1415–1580, University of Minnesota Press, 1977, ISBN 0-8166-0782-6.
- (EN) Subrahmanyam S, The Career and Legend of Vasco da Gama, Cambridge University Press, 1997.